# Національний район

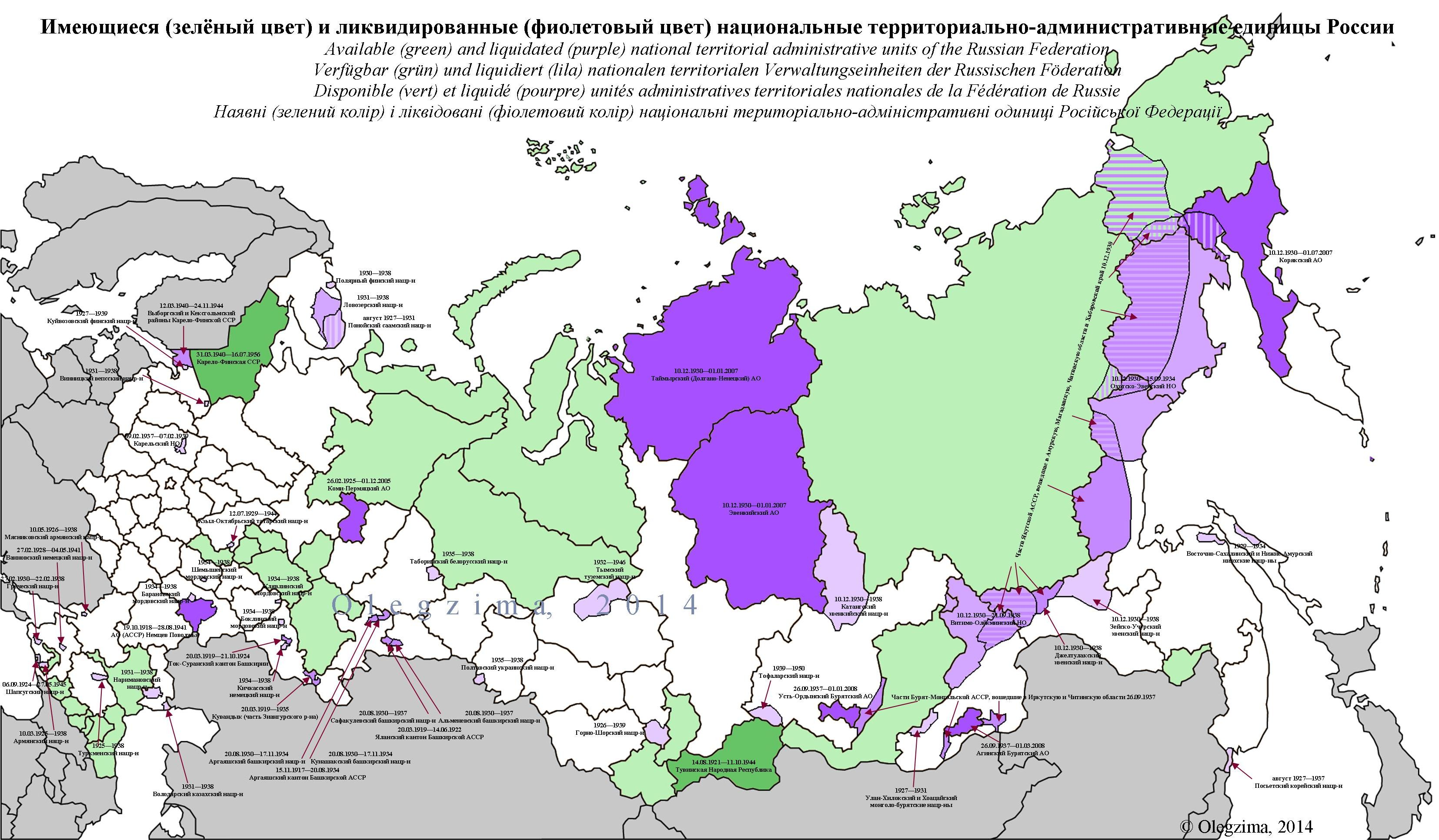

Націона́льні райо́ни — адміністративно-територіальні одиниці в СРСР, створені для задоволення етнокультурних потреб місцевого населення, що становило вагомий відсоток мешканців району і було відмінним від титульного народу певної республіки. Часто певні національні райони існували поряд із існуванням відповідної республіки в іншому адміністративно-територіальному підпорядкуванні. Після згортання коренізації 1920-х років кількість національних районів дедалі меншає.

## Історія створення
Створення національних рад та районів не було запланованим від самого початку і виникло як побічний ефект т. зв. районування — територіально-адміністративної реформи, що передбачувала перехід від наявної адміністративної чотирищаблевої системи (сільська рада — волость — повіт — губернія) до спрощеної трищаблевої (сільська рада — район — округа) з утворенням великих господарських одиниць, районів.
В той час як макрорайонування знаходилося в компетенції Центру, мікрорайонуванням, в якому спочатку не передбачалося жодного національного змісту, займались місцеві органи влади, які часто творче підходили до виконання завдання, наслідком чого і стало запровадження національних рад.
Вперше національне районування в СРСР взагалі з'явилося в Саратовській губернії, де в 1923 були утворені 10 українських, 8 мордовських та 8 татарських волостей. Проте подальшої історії це не мало і, ймовірно, національне районування тут було здійснено радше на папері.
Першим же регіоном, де реально почала діяти розгалужена система національних рад, стала УСРР. Історики вбачають в цьому кілька причин:
- Наявність значної кількості компактно розташованих національних меншин, зазвичай більш заможних та освічених ніж навколишнє українське населення (поляки, євреї, німці, болгари, греки).
- Зовнішньополітичний фактор: загроза міграції німецької та єврейської меншості і впливи на поляків та німців із сусідніх Польщі та Німеччини.
- Загострення національного питання внаслідок українізації. Непопулярна серед значної кількості російських та українських більшовиків, проте підтримана на найвищому рівні (Леніним та Сталіним) українізація в 1920-ті часто критикувалась непрямо, а як така, що порушує національні права меншин.

Отже, після здійсненного в 1923 році мікрорайонування в УСРР (одного з перших в СРСР), в якому національний принцип було повністю зігноровано і введенням перших дієвих заходів українізації на початку 1924 року, республіканське керівництво було розкритиковане за нехтування правами меншин спочатку Еммануілом Квірінґом на республіканському, а далі й Григорієм Зінов'євим на всесоюзному з'їздах партії.
У відповідь на критику 7 липня 1924 року були створені два перші національні німецькі райони: Пришибський і Молочанський, а 29 серпня 1924 року республіканський Раднарком зменшив норму населення необхідну для створення національного району з 25 тис. до 10 тис., а національної ради з 1000 до 500 осіб. Наслідком цього була розбудова широкої мережі національних районів та рад. Були здійснені етнографічні експедиції задля визначення точного національного складу рад та максимального розширення їх мережі.
Певний час національне районування в УСРР не торкалося росіян, яких «за замовчуванням» не вважали національною меншиною.
1926 року на квітневій сесії ЦВК «російське питання на Україні» було порушено Юрієм Ларіним. Внаслідок дискусії, що виникла вслід за цим, наприкінці 1926 року почалося створення мережі російських національних районів і рад, з якої свідомо були вилучені великі міста, які довелося б офіційно оголосити російськими.

## Українська СРР
Станом на 1931 поряд зі створенням АМСРР в Радянській Україні існувало 25 національних районів:
- 8 російських
- 7 німецьких
- 3 болгарські
- 3 грецькі
- 3 єврейські
- 1 польський

| Національність | 1924 | 1925 | 1929 | 1930 | 1931 | 1932 | 1935 |
| -------------- | ---- | ---- | ---- | ---- | ---- | ---- | ---- |
| російські      | 0    | 0    | 9    | 9    | 8    | 8    | 9    |
| німецькі       | 7    | 7    | 7    | 8    | 7    | 7    | 7    |
| болгарські     | 3    | 4    | 4    | 4    | 3    | 3    | 3    |
| єврейські      | 1    | 1    | 2    | 3    | 3    | 3    | 3    |
| грецькі        | 0    | 0    | 3    | 3    | 3    | 1    | 2    |
| польські       | 1    | 1    | 1    | 1    | 1    | 1    | 0    |
| Загалом        | 12   | 13   | 26   | 28   | 25   | 23   | 24   |

Взагалі упродовж 1924–1939 на теренах УСРР/УРСР діяли 32 національні райони і Тельманівський район змішаного типу.
Німецькі
1. Зельцький німецький район (Зельцський, Фрідріх-Енгельський)
2. Карл-Лібкнехтівський німецький район (Ландауський)
3. Люксембурзький німецький район
4. Молочанський район
5. Пришибський німецький район
6. Пулинський німецький район
7. Ротфронтівський німецький район (Вальдгеймський)
8. Спартаківський район (Гросс-Лібентальський)
9. Тельманівський район (Остгеймський)
10. Фріц-Геккертівський район (Високопільський)
11. Хортицький німецький район

Єврейські
1. Калініндорфський єврейський район (Сейдеминухський)
2. Новозлатопільський єврейський національний район
3. Сталіндорфський єврейський національний район (Ізлучистський)

Болгарські
1. Благоєвський (Велико-Буялицький)
2. Ботіївський район (Цареводарівський)
3. Вільшанський район
4. Коларівський район

Російські
1. Великописарівський район
2. Кам'янський російський національний район
3. Косіоровський російський національний район (Станично-Луганський, Верхньо-Теплівський)
4. Краснодонський російський національний район (Сорокинський)
5. Олексіївський район (Харківська округа)
6. Петровський (Петропавлівський)
7. Путивльський район
8. Старовірівський
9. Терпіннівський район (Терпінянський)
10. Чугуївський район (1923—2020)

Грецькі
1. Великоянисольський національний грецький район
2. Мангушський район
3. Сартанський
4. Старо-Каранський

Польський
1. Мархлевський польський національний район

Загалом у 1-й половині 1930-х рр. припинили своє існування німецький Хортицький (1930), болгарський Ботіївський (1930), грецькі Мангуський і Сартанський (1932), російський Терпінянський (1933), польський Мархлевський та німецький Пулинський (1935) райони. Лише останні два були ліквідовані за очевидними політичними мотивами.
5 березня 1939 р. була прийнята Постанова ЦК КП(б)У «Про ліквідацію і реорганізацію національних районів і сільських рад» (Про ліквідацію та перетворення штучно створених національних районів і сільрад 
України). 7 квітня 1939 протокольна постанова ЦК КП(б)У затвердила порядок розподілу сільрад ліквідованих районів по інших адміністративно-територіальних одиницях. 
Того ж року (майже всі у березні) «штучні» райони були ліквідовані, а їх сільради були розподілені між іншими районами.

26 березня 1939 протокольним Указом Президії Верховної Ради УРСР були ліквідовані: Коларовський, Люксембурзький, Молочанський, Рот-Фронтівський, район ім. Фріца Геккерта, Благоєвський (болг.), Зельцький, Карл-Лібкнехтівський, Спартаківський, Старо-Каранський (грец.); Велико-Янисольський перетворений на звичайний район.

## Російські національні райони

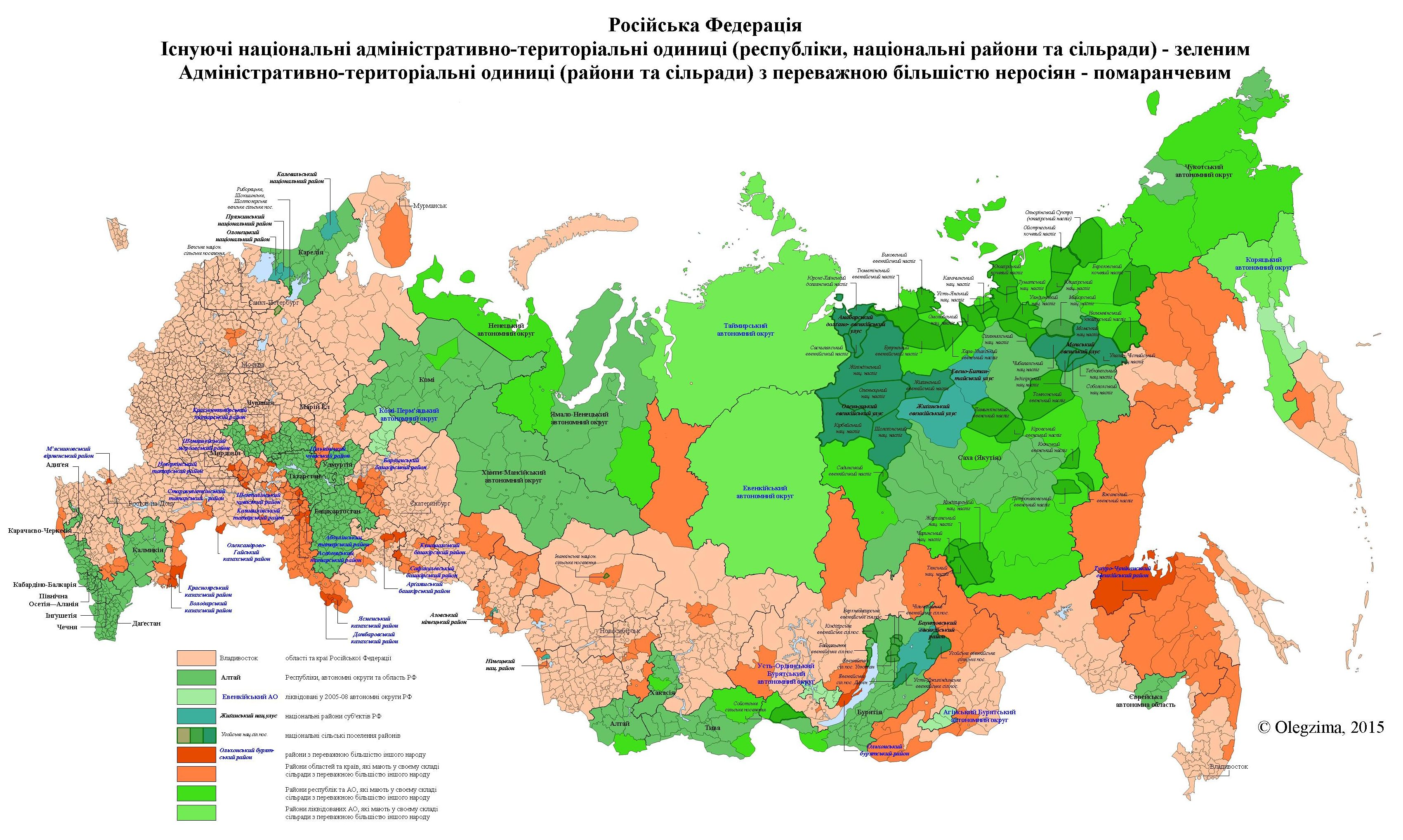
Російська Федерація. Існуючі національні адміністративно-територіальні одиниці (республіки, національні райони та сільради) — зеленим. Адміністративно-територіальні одиниці (райони та сільради) з переважною більшістю неросіян — помаранчевим

Для задоволення етнокультурних потреб сільських росіян у 1927 році було створено 9 російських національних районів: Путивльський (Глухівської округи), Кам'янський (Запорізької округи), Петровський (Петропавлівський),
Сорокинський, Станично-Луганський (Луганської округи), Терпінянський
(Мелітопольської округи), Олексіївський, Старовірівський та Чугуївський (Харківської округи).

У 1931 році їх налічувалося 8 на Слобожанщині, Луганщині, Донеччині та 
Приазов'ї: Олексіївський, Великописарівський, Верхньо-Теплівський, Кам'янський, Путивльський, Сорокинський, Терпіннянський та Чугуївський; діяло також 379 сільських та 9 селищних російських національних рад. У цей же час діяло 1539 російських шкіл. Процес виокремлення російських селищних рад відбувався з певними труднощами, бо серед партійного керівництва не було одностайності, у тому чи варто українізувати населення робітничих селищ Донбасу, значну частину яких становили етнічні росіяни. Сільське російське населення Донбасу було сконцентровано переважно на сході регіону. У першій половині 1920-х рр. більшість його мешкала в Шахтинській (36 %) та Луганській (23 %) округах. У цих округах були цілі райони де компактно проживали донські козаки, яких Радянська влада вважала російським субетносом. У Шахтинській окрузі нараховувалося вісім таких районів, у Луганській — три. У Маріупольській окрузі, розташованій у південно-західній частині Донбасу, був лише один район з абсолютною більшістю російського населення. Таким чином, лише у дванадцяти, з сімдесяти восьми районів Донецької губернії, більшість серед сільських жителів становили росіяни. Крім того, у Донецькій губернії було 481 (15 % від загалу) сільське поселення, серед жителів яких росіяни становили абсолютну більшість. У них мешкав 91 % сільського російського населення Донбасу. Щодо міст було вирішено не виділяти їх у національні адміністративно-територіальні одиниці, оскільки вони були центрами округ з переважно українським населенням, а отже, підлягали українізації. Російські національні адміністративно-територіальні одиниці припинили своє існування у 1938 році, коли через зміни в радянській національній політиці всі національні райони УРСР було реформовано у звичайні.

## Принагідне
- Національно-територіальна автономія // Юридична енциклопедія : [у 6 т.] / ред. кол.: Ю. С. Шемшученко (відп. ред.) [та ін.]. — К. : Українська енциклопедія ім. М. П. Бажана, 2002. — Т. 4 : Н — П. — 720 с. — ISBN 966-7492-04-4.
- Геополітичні імплікації етнополітики
- Історіографія історії польської національної меншини УРСР 1920–1930-х Років
- Росіяни в Донбасі (20 — 30 рр. ХХ ст.)
- Історичні національні меншини
- Калініченко В. В., Рибалка І. К. Історія України. Частина ІІІ: 1917—2003 рр.
- Національні меншості на Україні: (реєстр селищ). — Х., 1925.